# جون لاك
جون لاك (بالإنجليزية: John Lake)‏ هو صحفي أمريكي، ولد في 18 فبراير 1930.